# Branky
Branky (in tedesco Branek) è un comune della Repubblica Ceca facente parte del distretto di Vsetín, nella regione di Zlín.